# Göhren-Lebbin
Göhren-Lebbin est une commune d'Allemagne située dans l'arrondissement du Plateau des lacs mecklembourgeois, dans le Land de Mecklembourg-Poméranie-Occidentale.

## Géographie
Göhren-Lebbin se situe dans la région du plateau des lacs mecklembourgeois (Mecklenburgische Seenplatte), au bord des lacs Fleesensee et Kölpinsee.

## Histoire
Göhren-Lebbin fut mentionnée pour la première fois dans un document officiel au XIIIe siècle. Entre 1843 et 1914 la commune s’appela Blücher.
Le 1er janvier 2024, la commune de Penkow a été intégrée à Göhren-Lebbin.

## Personnalités liées à la ville
- August Grahl (1791-1868), peintre né à Poppentin.